# Schinopsis lorentzii
Schinopsis lorentzii, auch Quebrachobaum oder in spanischer Sprache Quebracho colorado genannt, ist eine Pflanzenart aus der Gattung Schinopsis in der Familie der Sumachgewächse (Anacardiaceae). Das natürliche Verbreitungsgebiet liegt im nördlichen Argentinien, Paraguay und Bolivien im Gran Chaco.
Ähnlich ist Schinopsis balansae der auch als Roter Quebrachobaum und ebenfalls als Quebracho colorado bezeichnet wird. Schinopsis Lorentzii gilt dabei als etwas wertvoller. Die Bezeichnung „Quebracho“ entstammt dem Portugiesischen quebrar für „brechen“ und hacha für „Axt“, also „Axtbrecher“, wegen der großen Härte des Holzes. Auch noch einige andere Arten werden mit Quebracho bezeichnet.

## Beschreibung

### Vegetative Merkmale
Schinopsis lorentzii ist ein stattlicher und langsam wachsender, laubabwerfender Baum, der Wuchshöhen von 10 bis 25, selten bis zu 28 Metern und Stammdurchmesser von bis zu 2 Metern erreicht. Die längeren Äste sind teils stark verzweigt, diese kleine Zweige sind manchmal mit Dornen besetzt. Die Rinde ist gräulich bis braun. Die dicke Borke ist rau und netzrissig oder schuppig.
Die wechselständig an den Zweigen angeordneten Laubblätter sind in Blattstiel sowie Blattspreite gegliedert und insgesamt bis etwa 20 Zentimeter lang. Der Blattstiel ist 0,6 bis 4,8 Zentimeter lang. sind meist unpaarig oder selten paarig gefiedert oder zwei- und dreizählig. Die leicht ledrigen Fiederblättchen sind bis etwa 6,5 Zentimeter lang, mit teils ungleicher Spreite. Die Fiederblättchen sind eiförmig, -lanzettlich bis verkehrt-eiförmig oder elliptisch mit spitzem oder bespitztem bis gerundetem oberen Enden. Die Ränder sind oft etwas dunkler und fein behaart, sie sind ganz bis selten unregelmäßig gesägt.

### Generative Merkmale
Schinopsis lorentzii ist eine zweihäusig getrenntgeschlechtige (diözische) Pflanze. Der endständige, kurz gestielte und verzweigte rispige Blütenstand besitzt eine fein behaarte Rhachis. Die Blüten sind fast sitzend bis kurz gestielt. Unter den männlichen und weiblichen Blüten befinden sich anliegende spitze und fein behaarte Trag- sowie Deckblätter.
Die relativ kleinen, eingeschlechtigen Blüten sind fünfzählig mit doppelter Blütenhülle und gelb. Die Kronblätter sind jeweils innen, längsmittig mit einem dunkleren Mittelbereich und sie sind ausladend bis zurückgelegt. Bei den männlichen Blüten ist der glockenförmige Blütenboden fleischig. Ihre fünf kleinen Kelchblätter sind bei einer Länge von 0,5 bis 0,6 Zentimetern fast kreisförmig. Die fünf fleischigen Kronblätter sind bei einer Länge von 2 bis 2,5 Millimetern sowie einer Breite von 1,2 bis 1,3 Millimetern eiförmig. Die fünf Staubblätter sind insgesamt 2 bis 3 Millimeter lang; ihre dicklichen Staubfäden sind 1,5 Millimeter lang und ihre Staubbeutel sind bei einer Länge von 1,5 Millimetern sowie einer Breite von bis 0,5 Millimetern länglich. Der unscheinbare Diskus ist mehrlappig. Bei den weiblichen Blüten ist der Blütenboden becherförmig und fleischig. Ihr Kelch ist relativ klein mit fünf dachziegelig angeordneten, rundlichen Kelchblättern. Die eiförmigen Kronblätter sind fleischig und 1,7–2,5 Millimeter lang und 1–1,5 Millimeter breit. Es sind fünf kurze Staminodien mit deutlich breiterer Basis sowie pfeliförmigen Antheren und ein fünf- oder selten zehnlappig Diskus vorhanden. Der sitzende Fruchtknoten ist bei einer Länge von 1,5 bis 2 Millimetern sowie einem Durchmesser von 1,2 bis 1,5 Millimetern eiförmig bis verkehrt-eiförmig. Die meist drei seitlich am Fruchtknoten befindlichen Griffel sind 0,7 bis 1,2 Millimeter lang und enden mit je einer 0,3 bis 0,5 Millimeter breiten kopfigen Narbe.
Die geflügelten, einsamigen Flügelnüsse (Samaras) sind 1,2 bis 3,6 Zentimeter lang sowie 0,5 bis 2,6 Zentimeter breit; sie sind im unreifen Zustand grün, dann rot und werden zur Reife bräunlich. Der Samen alleine, ohne Flügel, ist 0,5 bis 2 Zentimeter lang.
Die Chromosomenzahl beträgt 2n = 48.

## Verbreitung
Schinopsis lorentzii ist vom westlichen bis ins südliche Südamerika verbreitet. Es gibt Fundortangaben für Bolivien, das westliche Paraguay, für die argentinischen Provinzen nördliches Córdoba, westliches Chaco, westliches Formosa, Jujuy, Salta, nordwestliches Santa Fe, Santiago del Estero sowie Tucumán.

## Taxonomie
Die Erstbeschreibung unter dem Namen (Basionym) Loxopterygium lorentzii erfolgte 1874 durch August Grisebach in Abhandlungen der Königlichen Gesellschaft der Wissenschaften zu Göttingen, Band 19, Seite 115–116. 1881 stellte Adolf Engler in Botanische Jahrbücher für Systematik, Pflanzengeschichte und Pflanzengeographie, Band 1, Seite 46 diese Art als Schinopsis lorentzii (Griseb.) Engl. in die von ihm 1876 neu aufgestellte Gattung Schinopsis. Weitere Synonyme für Schinopsis lorentzii (Griseb.) Engl. sind Quebrachia lorentzii (Griseb.) Griesb., Schinopsis haenkeana Engl. und Schinopsis marginata Engl. syn. nov., Schinopsis lorentzii var. marginata (Engl.) Cabrera, sowie ungültig Schinopsis quebracho-colorado (Schltdl.) F.A.Barkley & T.Mey.

## Nutzung
Das rötliche Holz ist sehr geschätzt, sehr hart, schwer und dauerhaft. Aus dem sehr tanninreichen Holz kann Gerbstoff gewonnen werden, dieser war früher sehr begehrt, darum wurden große Holzmengen geschlagen. Allerdings bilden erst Bäume ab einem Alter von 40–50 Jahren größere Mengen Tannin aus. Das Holz enthält zudem Catechin-Farbstoffe und wie die Rinde und die Blätter Alkaloide.

## Sonstiges
Blätter, Zweige und das Sägemehl können Hautirritationen hervorrufen.